# Macska a forró bádogtetőn (színdarab)
A Macska a forró bádogtetőn (eredeti cím: Cat on a Hot Tin Roof) Tennessee Williams 1955-ben megjelent Pulitzer-díjas drámája. A darabot először a Broadwayn mutatták be 1955. március 24-én. Az előadást Elia Kazan rendezte, Barbara Bel Geddes (Margaret) , Ben Gazzara (Brick) és Burl Ives (Big Daddy) főszereplésével. A színpadi változatot 1956-ban négy Tony-díjra jelölték. 
A színdarabból 1958-ban Paul Newman és Elizabeth Taylor főszereplésével azonos címmel film is készült.
Magyarul először az Európa Könyvkiadónál jelent meg a darab, a Drámák című Tennessee Williams színdarab gyűjteményben, 1964-ben, Bányay Géza fordításában.

## Történet
A színdarab egy gazdag déli család életébe enged bepillantást, amely tele van hazugságokkal és képmutatással. Big Daddy, a család feje haldoklik, de családja és orvosai eltitkolják előle a hírt, annak reményében, hogy ha jó színben tüntetik fel magukat előtte, nagyobbat szakíthatnak az örökségből. Brick, Big Daddy fia, a már kiöregedő futballsztár, otthon fekszik bekötözött lábbal, és szinte megállás nélkül iszik. Felesége, a szegény családból származó Maggie, kétségbeesetten harcol házasságával megszerzett társadalmi státusa megtartásáért, miközben szenved férje közönyösségétől. Brick a barátja, Skipper halála miatt depressziós, a darab a férfi homoszexuális hajlamait sugallja, melyet a férfiközpontú déli társadalomban saját maga elől is rejtegetnie kell, habár Williams nyitva hagyja Brick szexualitásának kérdését.
A darabhoz Williams két befejezést is írt.

## Magyar ősbemutató
Magyarországon először a Vígszínházban mutatták be, 1967. február 3-án. A darabot Horvai István rendezte, Ruttkai Éva (Margaret), Darvas Iván (Brick) és Páger Antal (Big Daddy) főszereplésével.